# Daviscardia bimendella
Daviscardia bimendella är en fjärilsart som beskrevs av Philipp Christoph Zeller 1863. Daviscardia bimendella ingår i släktet Daviscardia och familjen äkta malar.
Artens utbredningsområde är Venezuela. Inga underarter finns listade i Catalogue of Life.